# Phạm Bạch Hổ
Phạm Bạch Hổ (chữ Hán: 范白虎; 910 - ??
) tên xưng Phạm Phòng Át (范防遏), là võ tướng các triều nhà Ngô, nhà Đinh và là một sứ quân trong loạn 12 sứ quân cuối thời nhà Ngô trong lịch sử Việt Nam. Ông là người gốc Nam Sách, Hải Dương nhưng được sinh ra và lớn lên ở Đằng Châu, Hưng Yên. Ngày nay, ông được thờ ở nhiều nơi thuộc vùng châu thổ sông Hồng.
Phạm Bạch Hổ từng tham gia trận Bạch Đằng, 938 chống quân Nam Hán. Ngô Quyền mất, ông chiếm giữ đất Đằng Châu và trở thành một tướng trong loạn 12 sứ quân (966 - 968). Sau theo Đinh Bộ Lĩnh đánh dẹp các sứ quân khác.

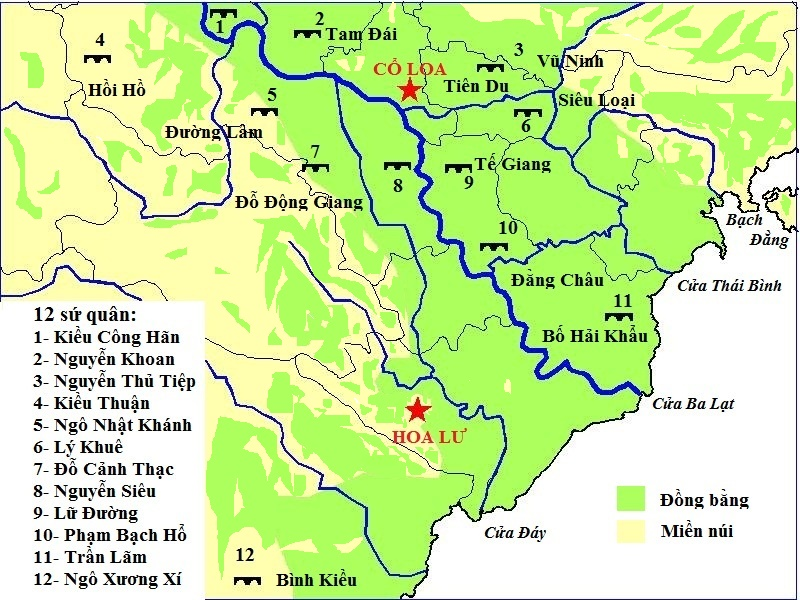
Sơ đồ vị trí 12 sứ quân

## Thế lực họ Phạm
Theo Đại Nam nhất thống chí, Phạm Bạch Hổ sinh ngày 10 tháng 1 năm Canh Ngọ (tức 21 tháng 2 năm 910) Ông nội là Hồng Châu tướng quân Phạm Trí Dũng (Phạm Trì). Cha ông là Phạm Lệnh Công người lộ Nam Sách Giang (nay là Nam Sách- Hải Dương) là một công thần dưới triều Ngô vương. Lệnh Công có tiệm buôn ở Đằng Châu, tại đây ông có vợ và sinh ra Phạm Bạch Hổ. Tương truyền mẹ ông nằm mộng thấy Sơn Tinh và Hổ trắng mà có mang nên đặt tên ông là Bạch Hổ. Lớn lên Bạch Hổ có thân hình vạm vỡ, mạnh mẽ như hổ, thông minh hơn người, văn võ song toàn.
Ông sinh ra trong một dòng họ giàu truyền thống võ nghệ, đời đời làm hào trưởng vùng Trà Hương. Ông nội là Phạm Chí Dũng vốn là Hồng châu tướng quân. Anh trai ông Phạm Man là Tham chính đô đốc đời Nam Tấn vương Ngô Xương Văn. Các cháu ông như Phạm Hạp và Phạm Cự Lạng đều là các tướng giỏi thời Đinh được người đời sau ca tụng là "Giao Châu thất hùng". Con gái ông, Phạm Thị Ngọc Dung là vợ của Ngô Xương Ngập và sinh ra Ngô Xương Xí, sau trở thành Sứ quân thứ nhất trong 12 sứ quân.

## Sự nghiệp

### Đánh Nam Hán
Phạm Bạch Hổ từng làm hào trưởng đất Đằng Châu, theo giúp Dương Đình Nghệ. Năm Tân Mão 931, ông giúp chủ tướng đánh đuổi Lý Tiến, thứ sử Giao Châu của nước Nam Hán và sau đó đánh bại Trần Bảo do Lưu Nghiễm cử sang cứu viện. Dương Đình Nghệ xưng tiết độ sứ, dùng ông làm nha tướng .

### Phò Ngô
Khi Kiều Công Tiễn giết chết chủ tướng Dương Đình Nghệ, đoạt chức rồi cầu cứu quân Nam Hán sang xâm lược. Phạm Bạch Hổ đã phối hợp với Ngô Quyền đem quân tiêu diệt Kiều Công Tiễn và đánh tan quân Nam Hán trên sông Bạch Đằng năm Mậu Tuất (938). Nhà Ngô phong ông chức Phòng Át tướng công, trấn giữ toàn cõi Hải Đông (khu vực nam Hưng Yên, Hải Dương, Hải Phòng, Quảng Ninh ngày nay)
Khi Ngô Quyền mất (944), Dương Tam Kha cướp ngôi vua của Ngô Xương Ngập. Vùng núi Hun Sơn của cha con ông là nơi che chở cho Ngô Xương Ngập 2 lần trốn thoát khỏi truy lùng của họ Dương. Sau khi Đỗ Cảnh Thạc và Dương Cát Lợi giúp Ngô Xương Văn lật đổ Dương Tam Kha, Phạm Bạch Hổ tham gia giúp Hậu Ngô Vương.

### Sứ quân trấn Hải Đông
Năm 965, Hậu Ngô Vương mất, các hào kiệt trong nước nổi lên cát cứ từng vùng. Phạm Bạch Hổ chiếm giữ Đằng Châu và là một trong mười hai sứ quân thời đó. Những dấu tích ở Côn Sơn, Đông Triều cho thấy khu vực chiếm đóng của Phạm Bạch Hổ còn lan ra cả vùng đông bắc, tức khu vực Hải Dương, Quảng Ninh, Hải Phòng ngày nay và khu vực núi Hun Sơn nơi mà Phạm Lệnh Công cha ông từng giấu Ngô Xương Ngập cũng là một căn cứ quân sự của ông, từng diễn ra nhiều trận đánh với tướng Nguyễn Bặc của Đinh Bộ Lĩnh. Tên núi Hun Sơn gắn với sự kiện tướng quân Hoa Lư là Nguyễn Bặc, dùng kế hỏa công, lợi dụng gió thổi đốt lửa hun khói vào doanh trại của Phạm Bạch Hổ.
Ngoài việc chiếm đóng Hải Đông, Phạm Phòng Át còn mở rộng lãnh địa bằng các cuộc tấn công về phía nam thuộc lãnh địa Kỳ Bố Hải Khẩu của sứ quân Trần Lãm và về phía bên kia sông Hồng tại các vùng phía đông bắc Ninh Bình ngày nay. Thần tích làng Ngâu Khê và miếu Lộc Thọ ở Thái Bình cho biết các tướng Phạm Công Thanh, Phạm Công Hoài, Phạm Công Đinh, Phạm Thành là những người cũng Đinh Bộ Lĩnh theo về với sứ quân Trần Lãm và trực tiếp tham gia chiến tranh với sứ quân Phạm Bạch Hổ. Qua khảo sát thực địa tại cánh đồng Nội Phủ ở Thái Bình, nơi Trần Lãm cho Đinh Bộ Lĩnh cùng các tướng đắp thành, đất để ngăn chặn sứ quân Phạm Phòng Át và Lã Đường từ Hưng Yên sang đánh hiện còn sót lại phế tích của bức tường thành bằng đất (dân ở đây quen gọi là đường đất dài – vì tường thành cũ rất dài) có hình chữ nhật, chiều dài khoảng 700 - 800m, rộng khoảng 500 - 600m. Theo thần phả, thần tích các làng thờ Lê Hoàn ở làng Đô Kỳ (Đông Đô), làng Bái (xã Minh Tân) cũng ở Thái Bình thì Lê Hoàn đã từng đánh nhau với quân của Phạm Bạch Hổ tại vùng đất nói trên.
Thần tích đình Mai Động ở Ninh Bình cho biết hai anh em Phạm Hán và Phạm Phổ gặp thời loạn 12 sứ quân, bèn kết giao hào kiệt bốn phương, chiêu mộ trai tráng thiết lập đồn lũy trên đất Mai Khu và đánh nhau với sứ quân Phạm Phòng Át và Ngô Nam vài chục trận; hai ông giữ phần thắng.
Căn cứ vào tư liệu còn lưu giữ tại chùa Đô Quan (Yên Đồng, Ninh Bình) cùng truyền thuyết ở địa phương thì từ thế kỷ thứ 10, sứ quân Phạm Phòng Át về đây lập nên phường Quán Đổ. Thần phả làng Nhuệ Khê, thần tích đình Cát Đằng và Phủ Bà ở Nam Định đều cho biết các tướng Đinh Đức Đạt, Đinh Đức Thông, Hoàng Thị Đậu, Nguyễn Đức Long là những người theo Đinh Bộ Lĩnh và trực tiếp tham gia chiến tranh với sứ quân Phạm Bạch Hổ. Nhờ có công thu phục được sứ quân Phạm Bạch Hổ và đánh dẹp sứ quân Đỗ Cảnh Thạc mà Đức Long được phong làm Hùng trấn tam kỳ giang châu tướng quân, Đức Học được phong là Nhuệ Khê mạc trung duệ tiết tướng quân.

### Hàng phục nhà Đinh
Đinh Bộ Lĩnh được sứ quân Trần Lãm giao toàn bộ binh quyền, mang quân đánh dẹp Loạn 12 sứ quân. Đầu năm 966, sau ít nhất 3 lần giao tranh tại Hải Dương, Thái Bình và Nam Định, Phạm Bạch Hổ đã mang quân về Hoa Lư theo hàng Đinh Bộ Lĩnh, được phong là thân vệ Đại tướng quân. So với 2 tướng cũ nhà Ngô khác là Kiều Công Hãn và Đỗ Cảnh Thạc vẫn kiên quyết chống cự ngay cả khi các hậu duệ nhà Ngô đã hàng phục và về với nhà Đinh, có thể Phạm Bạch Hổ là người ít có tham vọng bá vương hơn nhưng có con mắt tinh đời, biết nhìn nhận thời thế nên thoát khỏi cảnh binh đao, chết chóc.
Năm 968, Đinh Bộ Lĩnh dẹp xong loạn 12 sứ quân, lập ra nhà nước Đại Cồ Việt, lên ngôi ở kinh đô Hoa Lư, tức là Vua Đinh Tiên Hoàng. Phạm Bạch Hổ trở thành tướng nhà Đinh, được vua Đinh phong chức Thân vệ Đại tướng quân.
Ngày 16 tháng 11 năm Nhâm Thân (tức 24 tháng 12 năm 972), Phạm Bạch Hổ mất tại quê nhà, thọ 62 tuổi. Đinh Tiên Hoàng đã sắc cho nhân dân lập đền thờ, các triều đại đều phong tặng ông là: "Khai thiên hộ quốc tối linh thần". Tuy nhiên một số nguồn tin khác cho biết ông còn tham gia đánh giặc Tống trên sông Bạch Đằng lần thứ 2 và sống đến tận khi Lê Hoàn lên ngôi hoàng đế thay nhà Đinh, tức năm 983, thọ 73 tuổi.

## Tôn vinh
Phạm Bạch Hổ được nhân dân nhiều nơi ở đồng bằng sông Hồng lập đền thờ. Hầu hết các nơi thờ này thuộc khu vực đạo Hải Đông xưa, tức vùng Đông Bắc Việt Nam ngày nay vốn gắn bó nhiều với cuộc đời và sự nghiệp của ông.
Có thể coi đền chính thờ Phạm Phòng Át là di tích đền Mây thuộc thôn Đằng Châu, phường Sơn Nam, tỉnh Hưng Yên. Nhắc đến Hưng Yên, không thể không kể đến đền Mây, bởi từ lâu ngôi đền này đã nổi tiếng với câu ca: "Trăm cảnh nghìn cảnh, không bằng bến Lảnh, đò Mây". Trong đền có bức đại tự ghi: “Thái Bình Vương phủ”, nhân dân coi Phạm Bạch Hổ là vị vua của xứ Thái Bình xưa. Đền Mây được xây dựng vào thời Đinh – Tiền Lê và được trùng tu vào thời Nguyễn. Đền Mây là ngôi đền có nhiều giá trị văn hóa đặc sắc còn lưu giữ đến tận ngày nay với 27 pho tượng cổ mang phong cách thời Hậu Lê được thờ trong đền. Lễ hội đền Mây là một trong những lễ hội hội tụ nhiều nét văn hóa truyền thống của người dân Hưng Yên. Hàng năm, đền Mây thường tổ chức lễ hội vào ba dịp là: Từ 8 - 16 tháng Giêng, từ 12 - 18 tháng 11 và từ 16 - 24 tháng 6 âm lịch.
Tại Hưng Yên, ông còn được thờ ở 4 di tích khác là đình Xích Đằng, phường Sơn Nam và đền Hàng Cá, phường Phố Hiến đều ở trung tâm tỉnh; Lăng mộ và đền thờ ở làng Ngọc Đồng, xã Hiệp Cường.
Có một đền Vua Mây khác thuộc thôn Đại Đê, khu Đại An, phường Thành Nam, Ninh Bình cũng là nơi thờ danh tướng Phạm Bạch Hổ. Ông cũng được thờ ở đền Thi Liệu và các đình, chùa thuộc khu Đại Thắng, xã Liên Minh. Thôn Bất Di, xã Hiển Khánh cũng có đền Vua Mây thờ Phạm Bạch Hổ.
Tại thung Thắm thuộc quần thể danh thắng Tràng An (Ninh Bình) còn nhiều dấu tích liên quan đến cống hiến của ông đối với triều đại nhà Đinh.
Phạm Bạch Hổ cũng được tôn thờ là Thành hoàng làng Phương Mạc - xã Liên Minh, Hà Nội và đình Thanh Mạc, khu Thanh Đa, xã Hát Môn, Hà Nội. Ngoài ra, ông cũng được phối thờ cùng Cao Sơn ở làng Duyên Yết, xã Phú Xuyên, Hà Nội.
Phạm Phòng Át cũng được thờ ở làng Đông Hải, khu Đông Vinh, xã Bắc Đông Quan, Hưng Yên (xưa đây là làng Văn Ông, tổng Đồng Hải, huyện Thanh Quan).
Tên đường
- Đường Phạm Bạch Hổ ở thành phố Hưng Yên, có một con đường trục chính mang tên đường Phạm Bạch Hổ đi xuyên trung tâm thành phố.
- Đường Phạm Bạch Hổ ở Phương Đình, Đan Phượng, Hà Nội nối từ tỉnh lộ 417 ra đê sông Đáy.
- Đường Phạm Bạch Hổ ở thành phố Ninh Bình nối từ đường Nguyễn Công Trứ vào phường Ninh Sơn.